# Lijst van afleveringen van McCloud
Dit is een lijst met afleveringen van de Amerikaanse televisieserie McCloud. De serie telt 7 seizoenen. Een overzicht van alle afleveringen is hieronder te vinden.

## Pilot
| Nr. | Titel aflevering        | Uitzenddatum VS  |
| --- | ----------------------- | ---------------- |
| 1   | Portrait of a Dead Girl | 17 februari 1970 |

## Seizoen 1
| Nr. | Titel aflevering                                                         | Uitzenddatum VS   |
| --- | ------------------------------------------------------------------------ | ----------------- |
| 1   | Man from Taos: Part 1: Who Says You Can't Make Friends in New York City? | 16 september 1970 |
| 2   | Manhattan Manhunt: Part 1: Horse Stealing on Fifth Avenue                | 23 september 1970 |
| 3   | Murder Arena: Part 1: The Concrete Corral                                | 30 september 1970 |
| 4   | Manhattan Manhunt: Part 2: The Stage Is All the World                    | 7 oktober 1970    |
| 5   | Murder Arena: Part 2: Walk in the Dark                                   | 14 oktober 1970   |
| 6   | Man from Taos: Part 2: Our Man in Paris                                  | 21 oktober 1970   |

## Seizoen 2
| Nr. | Titel aflevering                 | Uitzenddatum VS   |
| --- | -------------------------------- | ----------------- |
| 1   | Encounter with Aries             | 22 september 1971 |
| 2   | Top of the World, Ma!            | 3 november 1971   |
| 3   | Somebody's Out to Get Jennie     | 24 november 1971  |
| 4   | The Disposal Man                 | 29 december 1971  |
| 5   | A Little Plot at Tranquil Valley | 12 januari 1972   |
| 6   | Fifth Man in a String Quartet    | 2 februari 1972   |
| 7   | Give My Regrets to Broadway      | 23 februari 1972  |

## Seizoen 3
| Nr. | Titel aflevering                 | Uitzenddatum VS  |
| --- | -------------------------------- | ---------------- |
| 1   | The New Mexican Connection       | 1 oktober 1972   |
| 2   | The Barefoot Stewardess Caper    | 3 december 1972  |
| 3   | The Park Avenue Rustlers         | 24 december 1972 |
| 4   | Showdown at the End of the World | 7 januari 1973   |
| 5   | The Million Dollar Round Up      | 4 februari 1973  |

## Seizoen 4
| Nr. | Titel aflevering          | Uitzenddatum VS  |
| --- | ------------------------- | ---------------- |
| 1   | Butch Cassidy Rides Again | 14 oktober 1973  |
| 2   | The Solid Gold Swingers   | 2 december 1973  |
| 3   | A Cowboy in Paradise      | 20 januari 1974  |
| 4   | The Colorado Cattle Caper | 24 februari 1974 |
| 5   | This Must Be the Alamo    | 24 maart 1974    |

## Seizoen 5
| Nr. | Titel aflevering                      | Uitzenddatum VS   |
| --- | ------------------------------------- | ----------------- |
| 1   | The Barefoot Girls of Bleecker Street | 22 september 1974 |
| 2   | The Gang That Stole Manhattan         | 13 oktober 1974   |
| 3   | Shivaree on Delancy Street            | 3 november 1974   |
| 4   | The 42nd Street Cavalry               | 17 november 1974  |
| 5   | The Concrete Jungle Caper             | 24 november 1974  |
| 6   | The Man with the Golden Hat           | 12 januari 1975   |
| 7   | Lady on the Run                       | 26 januari 1975   |
| 8   | Sharks!                               | 23 februari 1975  |
| 9   | Return to the Alamo                   | 30 maart 1975     |

## Seizoen 6
| Nr. | Titel aflevering             | Uitzenddatum VS   |
| --- | ---------------------------- | ----------------- |
| 1   | Park Avenue Pirates          | 21 september 1975 |
| 2   | Showdown at Times Square     | 19 oktober 1975   |
| 3   | Fire!                        | 16 november 1975  |
| 4   | Three Guns for New York      | 23 november 1975  |
| 5   | Our Man in the Harem         | 11 januari 1976   |
| 6   | The Day New York Turned Blue | 22 februari 1976  |
| 7   | Night of the Shark           | 21 maart 1976     |

## Seizoen 7
| Nr. | Titel aflevering                    | Uitzenddatum VS  |
| --- | ----------------------------------- | ---------------- |
| 1   | Bonnie and McCloud                  | 24 oktober 1976  |
| 2   | 'Twas the Fight Before Christmas... | 26 december 1976 |
| 3   | The Great Taxicab Stampede          | 16 januari 1977  |
| 4   | The Moscow Connection               | 23 januari 1977  |
| 5   | London Bridges                      | 6 maart 1977     |
| 6   | McCloud Meets Dracula               | 17 april 1977    |